# Brezany
Brezany (en hongrois : Litvaberzseny) est une commune de la région de Žilina, en Slovaquie.

## Histoire
La première mention écrite du village date de 1393.

## Démographie

### Évolution de la population
| Année:               | 1994. | 2004.   | 2014.    | 2024.    |
| -------------------- | ----- | ------- | -------- | -------- |
| Nombre de personnes: | 487   | 459     | 597      | 692      |
| Différence:          |       | -5,74 % | +30,06 % | +15,91 % |

| Année:               | 2023. | 2024.   |
| -------------------- | ----- | ------- |
| Nombre de personnes: | 705   | 692     |
| Différence:          |       | -1,84 % |